# Подвал (театр)
Муниципальный экспериментальный театр «Подвал» — театр в Барнауле, существовавший в 1990—2010-х годах.
Театр размещался в подвале жилого дома №65 на проспекте Ленина в Барнауле и представлял собой малый зрительный зал и сцену на 30—40 человек. Городская администрация оказывала театру финансовую поддержку.

## История
Театр-студия «Подвал» основан в сентябре 1996 года на общественных началах группой преподавателей и студентов актёрского отделения АГИИК, а также режиссёрами С. Куцом и Г. Старковым. Первый спектакль театра — «О хороших, в сущности людях». В разное время здесь ставились такие спектакли как «Хома Брут», «Вий», «Магнетический сеанс», «Пиковая дама» и другие, в основном отностящиеся к классике.
В 2007 году театр был закрыт на реорганизацию, но в январе 2010 года он возобновил свою работу, выпустив две премьеры моноспектакль «Человеческий голос» по пьесе Ж. Кокто и «Записки сумасшедшего» по Н. В. Гоголю.

## Репертуар
В репертуаре театра были такие спектакли как «Медведь» (А. Чехов), «Кроткая» по (Ф. Достоевский), «Записки сумасшедшего» (Н. В. Гоголь), «Человеческий голос» (Ж. Кокто).

## Труппа
В труппе театра работали студенты и выпускники барнаульских вузов: А. Кирков, Н. Макарова, Ю. Юрьева, В.  А. Чанцев, К. Телегин, И. Лисина, А. Овчаренко, А. Тельтевская, Е. Кегелева.